# Ксантиппа
Ксанти́ппа (др.-греч. Ξανθίππη; около 440 года до н. э. — после 399 года до н. э.) — жена древнегреческого философа Сократа. Происходила из знатной семьи. Вышла замуж за Сократа, когда тому было около 50 лет, и родила от него трёх сыновей. Платон упомянул Ксантиппу среди тех, кто пришёл проститься с Сократом в последний день перед казнью. Ксенофонт изобразил её сварливой женщиной с невыносимым характером. Впоследствии семейные взаимоотношения Сократа были дополнены массой деталей и анекдотических историй. Их достоверность, учитывая время появления через сотни лет после смерти философа, крайне сомнительна.
Имя Ксантиппы вошло в историю как нарицательное для злой и сварливой жены.

## Биография
Информация о жизни Ксантиппы крайне скудна. По всей видимости, она имела знатное происхождение. Её имя типично для афинской аристократии из рода Бузигов, наиболее известными представителями которого были Перикл и Ксантипп. Ксантиппа вышла замуж за Сократа, когда тому было около пятидесяти лет. Их свадьба состоялась после 423 года до н. э. Это предположение связано с датой постановки Аристофаном комедии «Облака». В ней комедиограф едко и бесцеремонно высмеял Сократа. В этом произведении отсутствует какая-либо информация о жене Сократа. В диалоге «Федон», который описывал последний день жизни Сократа перед казнью, Платон упомянул Ксантиппу, которая посетила мужа с тремя детьми. Старшему Лампроклу было до 20 лет, младших Софрониска и Менексена Ксантиппа держала на руках. В тюрьме, согласно Платону, женщина сокрушалась, что её муж последний раз беседует с друзьями.
Женщины в Древних Афинах выходили замуж достаточно рано. Профессор Д. Нейлз считает, что Ксантиппа родилась в 440 годах до н. э. и вышла замуж в возрасте около 20 лет
В Древних Афинах существовала традиция называть детей по имени дедов, причём приоритет отдавался более известному и знатному предку. Так как второго сына Сократа Софрониска назвали в честь деда по отцовской стороне, то, возможно, первого Лампрокла — по имени отца Ксантиппы. В источниках сохранились упоминания об афинском музыканте V века до н. э. Лампрокле.
После смерти Сократа его ученики какое-то время заботились о семье учителя. В одном из сократических писем, позднеантичном источнике II—III века, Эсхин сообщает Ксантиппе, что друзья Сократа шлют ей из Мегар еду и деньги. Он приглашает её в Мегару, а также говорит в утешение, что поддержка семьи Сократа — исключительная привилегия друзей казнённого философа. Согласно другому позднеантичному автору Диогену Лаэртскому, Эсхин выкупил у Ксантиппы записи Сократа, а затем выдал их за свои собственные произведения.

## Взаимоотношения с Сократом

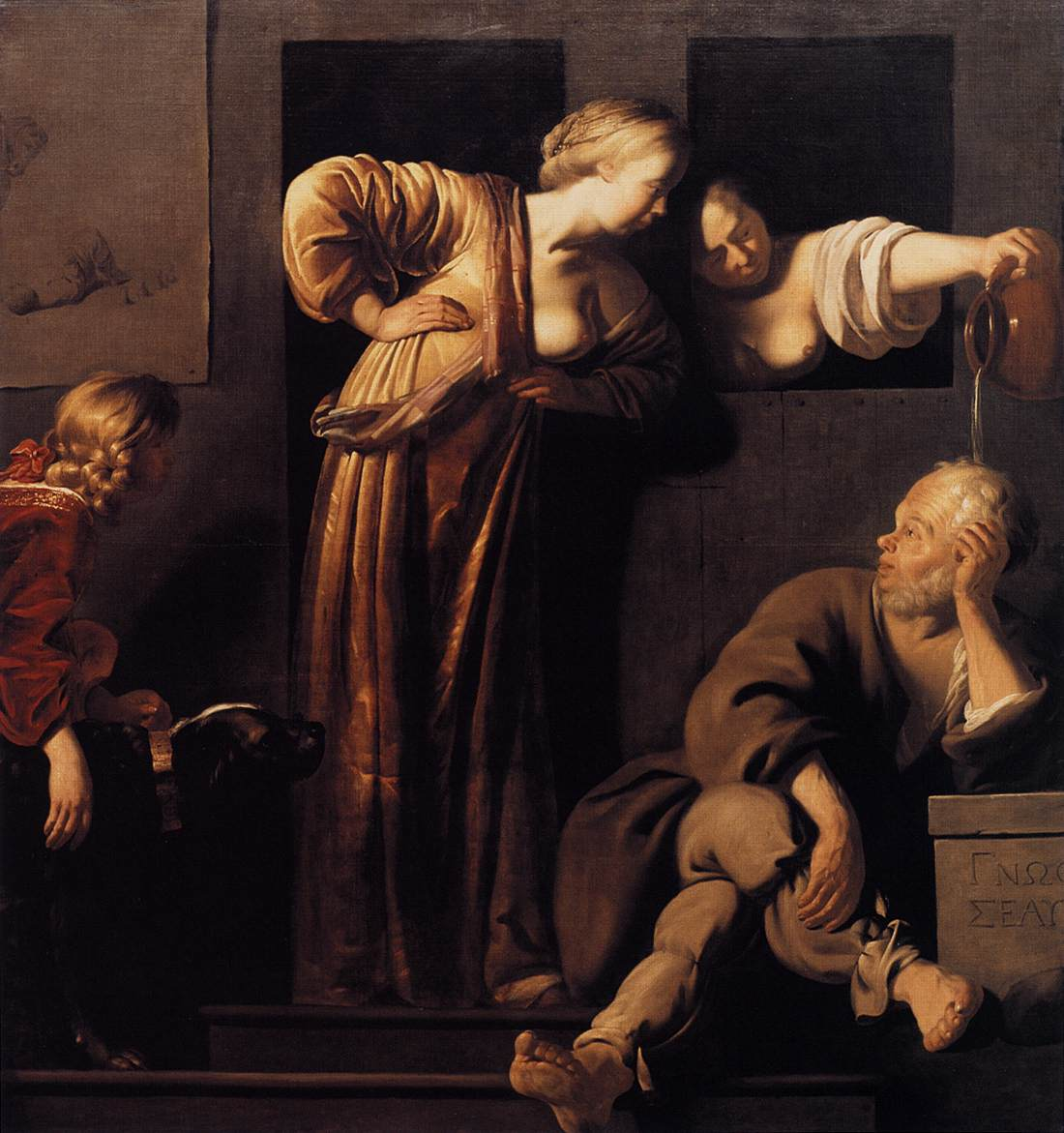
«Ксантиппа поливает Сократа», либо «Сократ, его две жены и Алкивиад»
Рейер ван Бломмендаль, около 1655 года. Музей изобразительного искусства, Страсбург

Обстановка в семье Сократа и сварливый характер Ксантиппы стали «притчей во языцех» Древних Афин. Имя Ксантиппы стало нарицательным для сварливой жены. Современные учёные подчёркивают различие в характерах Сократа и Ксантиппы. Молодую и далёкую от философии женщину не могло радовать времяпрепровождение Сократа на улицах и площадях в беседах с учениками. Забота о детях и домашнем хозяйстве ложились исключительно на Ксантиппу. Это приводило к постоянным скандалам и оскорблениям, которые Сократ воспринимал с философским спокойствием. Для античных авторов взаимоотношения Ксантиппы и Сократа стали источником для многочисленных шуток, противопоставления философа и сварливой жены. Несмотря на скверный характер историки считают Ксантиппу заботливой матерью, которая по-своему любила мужа. Британский поэт и романист Роберт Грейвс увидел во взаимоотношениях Сократа и Ксантиппы противопоставление рационально-интуитивного и философского. Ксантиппа видела в занятиях мужа угрозу для благосостояния семьи, будущего детей. Из двух возможных вариантов — принять мужа таким как есть, или пытаться всеми доступными ей средствами направить его деятельность в другое русло, — она выбрала второй.
Немецкий философ Фридрих Ницше увидел важную роль Ксантиппы в формировании личности Сократа. Мрачный характер жены лишал Сократа домашнего уюта. Тем самым Ксантиппа научила мужа «жить на улице и всюду, где можно было болтать и быть праздным, и тем создала из него величайшего афинского уличного диалектика».
Младший современник Сократа Ксенофонт дважды упоминает скверный характер Ксантиппы. В главе «Воспоминаний», посвящённой разговору Сократа с сыном, Лампрокл даёт следующие характеристики матери: «никто не мог бы вынести ее тяжёлого характера», «она говорит такие вещи, что я готов всю жизнь отдать, только бы этого не слышать». В «Пире» Антисфен спрашивает: «Если таково твое мнение, Сократ, то как же ты не воспитываешь Ксантиппу, а живешь с женщиной, сварливее которой ни одной нет на свете, да, думаю, не было и не будет?». Сократ не спорит с учеником и не вступается за жену. Он, как бы оправдываясь, сравнивает себя с профессиональными наездниками. Тому, кто сможет справиться с непослушной лошадью будет легко справиться со всеми другими. Точно также и Сократ, научившись переносить Ксантиппу, чувствует себя легко и непринуждённо с другими людьми.
Позднеантичный автор Диоген Лаэртский (180—240) приводит несколько, получивших известность, анекдотов о Сократе и Ксантиппе. После очередной ссоры Ксантиппа окатила супруга водой. На это Сократ сказал: «У Ксантиппы сперва гром, а потом дождь». Ученик Сократа Алкивиад говорил учителю, что ругань Ксантиппы невыносима, на что тот ответил: «А я к ней привык, как к вечному скрипу колеса. Переносишь ведь ты гусиный гогот?». «Но от гусей я получаю яйца и птенцов к столу», — сказал Алкивиад. «А Ксантиппа рожает мне детей» — подытожил разговор Сократ.
Среди множества историй о взаимоотношениях Ксантиппы с супругом литературовед и филолог-классик доктор филологических наук М. Л. Гаспаров выделил ответ философа на брань относительно того, почему он не принимает подарки. «Если бы мы брали всё, что дают, нам бы ничего не давали, даже если бы мы просили». На упрёки о том, что люди видят их бедственное положение Сократ ответил: «Если люди разумные, то им всё равно; если неразумные, то нам всё равно». Когда Ксантиппа рассказывала мужу, что ей не в чем посетить праздничное шествие, Сократ подметил: «Видно, ты не так хочешь на людей посмотреть, как себя показать?»
Истории о непростых отношениях Сократа с женой возникали не только в античности, но и в более поздних эпохах. Так, Сократу приписывают утверждение, что мужчине надо жениться. Если повезёт и жена будет хорошей — станет счастливым, не повезёт — философом.
Ксантиппе могут приписывать слова, первоначально описанного у Ксенофонта, диалога Сократа с одним из учеников Аполлодором. В первоисточнике Аполлодор причитал, что Сократ осуждён несправедливо, на что тот улыбнулся и сказал: «А тебе, дорогой мой Аполлодор, приятнее было бы видеть, что я приговорён справедливо, чем несправедливо?».
В античной литературе существовала устойчивая традиция приписывать Сократу вторую жену Мирто. О ней умалчивали младшие современники Сократа Платон и Ксенофонт, но писали Аристотель, Плутарх, Диоген Лаэртский и другие знаменитые философы и историки. В отличие от Ксантиппы в их сочинениях нет единства относительно роли Мирто в жизни Сократа. То ли философ взял её в свой дом из жалости, чтобы помочь в нужде, то ли выполнял какое-то постановление для улучшения деторождения в обескровленных Пелопоннесской войной Афинах. Этой женщине могли приписывать материнство Софрониска и Менексена. Наиболее анекдотичную историю о взаимоотношениях Ксантиппы и Мирто описал Аристоксен Тарентский. Две женщины вечно воевали друг с другом, а в перерывах могли объединиться и вдвоём наброситься на Сократа. Философ старался не вмешиваться в их ссоры, а только с улыбкой наблюдал за выяснением отношений.

## В литературе
И ей с улыбкою придворной
Шептал: «Всё призрак, ложь и сон:
И мудрость, и народ, и слава;
Что ж истинно? одна забава,
Поверь: одна любовь не сон!»
Так ладан жёг прекрасной он,
И ею... бедная Ксантипа!
Твой муж совместник Аристипа,
Бывал до неба вознесён.
В античности семейные взаимоотношения Сократа стали популярной темой для рассуждений о морали и риторических упражнений в философских школах. Сварливую Ксантиппу представляли антиподом невозмутимого Сократа, относившегося к жизни с поистине философским спокойствием. В анекдотических описаниях их ссор можно увидеть противопоставление философской иронии — иронии обыденной. Если действия Ксантиппы оскорбляют и дискредитируют адресата, не принося облегчения, то ирония Сократа снимает ресентимент — чувство слабости или неполноценности. Она не имеет цели оскорбить или унизить, при этом обеспечивает моральное превосходство.
Имя Ксантиппы вошло в историю как нарицательное для злой и сварливой жены. Так, к примеру, во второй сцене первого акта «Укрощения строптивой» У. Шекспира Петруччо готов выгодно жениться, даже если невеста будет «злее и строптивей Сократовой Ксантиппы». Ксантиппу многократно упоминают в связанных с жизнью Сократа исторических произведениях.

## В астрономии и биологии
В честь Ксантиппы назван астероид (156) Ксантиппа (открыт 22 ноября 1875 года австрийским астрономом Иоганном Пализой в обсерватории Пула), кратер на Венере (название утверждено Международным астрономическим союзом в 1991 году). Именем жены Сократа назвали один из видов африканских землероек (Crocidura xantippe), а также в 1995 году клещей (Xanthippe), которых обнаружили в цветах пальм Socratea в Южной Америке.